# Dichlorfluormethan
Dichlorfluormethan ist eine chemische Verbindung aus der Gruppe der aliphatischen, gesättigten Fluorchlorkohlenwasserstoffe. Es ist ein Kältemittel und Treibgas, das unter anderem als Freon 21 bekannt wurde.

## Eigenschaften
Die Dichte der flüssigen Phase von Dichlorfluormethan am Siedepunkt beträgt 1,4048 kg/l bei 1 bar und 15 °C. Die kritische Temperatur beträgt 178,5 °C, der kritische Druck liegt bei 51,7 bar, die kritische Dichte bei 0,522 g/cm3, der Tripelpunkt liegt bei der Temperatur −135 °C (Schmelztemperatur). Dichlorfluormethan ist im Montreal-Protokoll aufgeführt und sein Ozonabbaupotential beträgt 0,040. Außerdem ist Dichlorfluormethan ein Treibhausgas mit einer mittleren Lebensdauer in der Atmosphäre von 1,7 Jahren und einem Treibhauspotential über ein Jahrhundert von 148.

## Verwendung
Dichlorfluormethan wurde in der Kühltechnik als Kältemittel sowie als inertes Treibgas für Aerosole und Schaumstoffe verwendet. Heute ist der Einsatz wegen des Ozonabbaupotentials verboten.